# Palasport Dorando Pietri
Il palasport Dorando Pietri è il principale palazzo dello sport di Correggio in provincia di Reggio nell'Emilia.